# Kita, Tōkyō

Sectorul Kita pe harta Tokyo

Kita (北区 Kita-ku?) este un sector special al zonei metropolitane Tōkyō în Japonia.